# Efecto Cocuyo
Efecto Cocuyo es un sitio web venezolano dedicado a los medios independientes. La página web fue cofundada en enero de 2015 por Laura Weffer, la exdirectora del periódico venezolano Diario 2001 Luz Mely Reyes, ambas periodistas premiadas, y Josefina Ruggiero, exdirectora de contenido de Cadena Capriles.

## Historia
Entre los problemas de censura en Venezuela como resultado de la crisis en Venezuela, los medios alternativos comenzaron a surgir en el país. Luego de las renuncias de Laura Weffer debido a problemas con la cobertura de las protestas venezolanas de 2014 y la comparecencia de Luz Mely Reyes por parte del gobierno venezolano luego de un informe sobre la escasez en Venezuela, las dos comenzaron a planificar un nuevo proyecto. Su plan incluía la participación de aspirantes a periodistas y ayudarlos con sus talentos a través de la «experiencia veterana» de Weffer y Reyes. Luz Mely Reyes dijo que el proyecto surgió «de la necesidad de que muchos reciban información, precisa, oportuna y transparente». Univision declaró que con la pérdida de medios independientes en Venezuela, la creación de Efecto Cocuyo comenzó a «crear luz» en Venezuela.
El 8 de enero de 2015, Efecto Cocuyo envió su primer tuit y recibió 12 000 seguidores en Twitter dos días después. El 15 de enero, anunciaron la construcción de su sitio web después de que encontraron un desarrollador de sitio web local y encontraron un lugar para quedarse en una pequeña oficina. A marzo de 2015, Efecto Cocuyo tenía aproximadamente 40 000 seguidores en Twitter.

## Fondos
El sitio web recibe fondos a través de donaciones públicas y ha hecho que los fundadores salgan a las calles de Venezuela pidiendo apoyo. Algunos fondos también se han adquirido a través del micromecenazgo. Los fondos recibidos se destinan a los reporteros recién contratados y al «análisis de las últimas noticias, informes de investigación y contenido completo sobre información crucial».

## En la cultura popular
En caricaturas que representan la censura en Venezuela y en la compra de organizaciones de medios por parte del gobierno venezolano, los dueños de Efecto Cocuyo fueron representados como combatientes de tales acciones con las caricaturas impresas en los periódicos mexicanos Reforma, Mural, El Norte y cerca de otras 50 publicaciones en el país.